# Andrew J. Russell

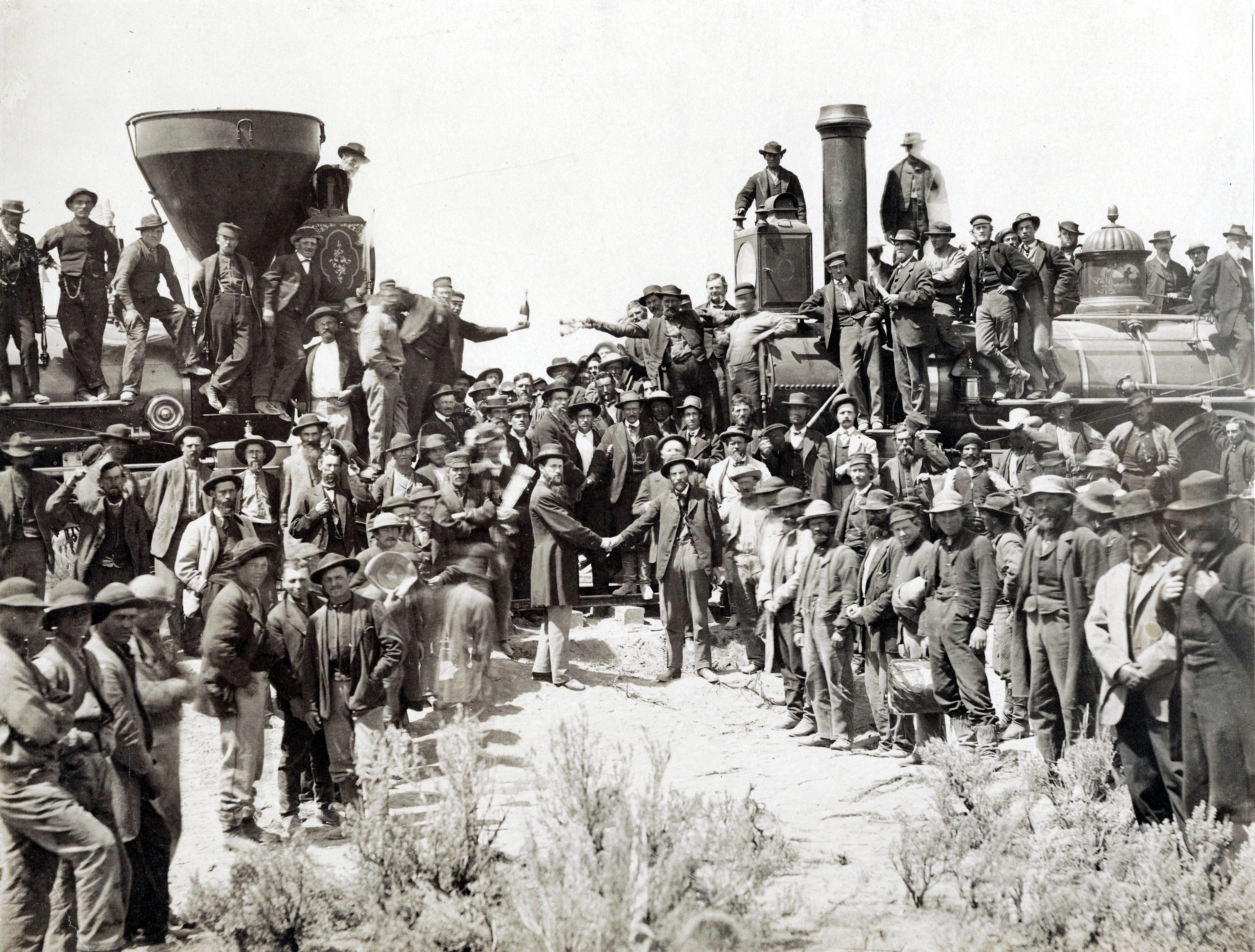
Az 1869. május 10-i ünnepség, amelyen az arany sínszeget a Promontory-csúcson, Utah államban ütötték be; az első transzkontinentális vasútvonal befejezése. Balra középen Samuel S. Montague, a Central Pacific Railroad főmérnöke, kezet fog Grenville M. Dodge-dzsal a Union Pacific Railroad főmérnökével (jobbra középen)

Andrew J. Russell (Walpole, 1829. március 20. – Brooklyn, 1902. szeptember 22.) az amerikai polgárháború majd a Union Pacific vasúttársaság fényképésze volt. 1868-ban és 1869-ben az első transzkontinentális vasútvonal építését dokumentálta.

## Transzkontinentális vasútvonal
Russell az UP vasútvonal építését fényképezte Wyoming és Utah területén 1868-ban. A tél folyamán kiadta a The Great West Illustrated című, 50 fényképből álló albumot. 1869-ben visszatért Utah Territóriumba, hogy lefényképezze az első transzkontinentális vasútvonal építésének befejezését, az "arany sínszeg" beütését 1869. május 10-én a Promontory Summitnál, Utah Territóriumban. 1869-ben Russell ehhez a munkához az egynézetes fényképezőgépét használta. 1869-ben Russell öt csoportképet készített aznap, melyek közül legalább kettőt „... New Yorkba küldtek hírképként, és időben megérkeztek, hogy a Leslie's Illustrated Newspaper június 5-i számának címlapjára másolják a metszők." Ezek a felvételei és más fényképei ma is értékesek „... elsősorban mint személyek azonosítására szolgáló források.” Az egyik híres fényképén tizenhat, a Union Pacific-nél dolgozó, mérnök látható egy vasúti szerelvény előtt. A felvétel az első transzkontinentális vasútvonal befejezésének megünneplése alkalmából született. A vasútvonallal az addig 6 hónapig tartó vonatút 6 napra csökkent.
Ez az ünnepség jelentette Russell hivatalos fotósként töltött idejének végét a Union Pacific vasútnál, egy olyan pozíciót, amelyet azután vállalt el, hogy a polgárháború alatt ugyanezt a posztot töltötte be az Unió hadseregénél. 1869-re valójában „...közel két évig dolgozott, hogy több mint 200 teljes lemezes (10" x 13") képet és több mint 500 sztereokártyát készítsen. Általában véve Russell munkája részt vett a vállalat általános törekvésében, hogy heroizálja saját vállalkozását - a reklám egy korai formája”.
Még abban az évben Kaliforniába utazott, hogy a Central Pacific Railroad helyszínein fényképezzen, majd 1869 végén visszatért New Yorkba.